# Acampe ochracea
A cam vàng hay a cam sét (danh pháp hai phần: Acampe ochracea) là một loài thực vật có hoa trong họ Lan. Loài này được (Lindl.) Hochr. mô tả khoa học đầu tiên năm 1910.